# Вікіпедія мовою коса
Вікіпедія мовою коса — розділ Вікіпедії мовою коса. Створена у 2003 році. Вікіпедія мовою коса станом на 26 березня 2025 року містить 2181 статтю, 14 495 зареєстрованих користувачів, 26 активних дописувачів, 1 адміністратора
. Загальна кількість сторінок у Вікіпедії мовою коса — 5367, редагувань — 38 781, мультимедійні файли відсутні
. Глибина (рівень розвитку мовного розділу) Вікіпедії мовою коса мала і становить 15.4 пунктів
. 

## Історія
- Березень 2009 — створена 100-та стаття[3].
- Квітень 2016 — створена 500-та стаття[4].